# Königs Wusterhausen
Königs Wusterhausen est une ville du Brandebourg (Allemagne), située dans l'arrondissement de Dahme-Forêt-de-Spree. Son centre se trouve à 29 km au Sud-Est de celui de Berlin (à vol d'oiseau).
Célèbre pour son château, elle s'appelait jusqu'en 1718 Wendisch Wusterhausen, c'est-à-dire Wusterhausen des Wendes, pour devenir ensuite Königs Wusterhausen, Wusterhausen du Roi.
Une écluse barre la rivière Dahme à la hauteur de la ville de Königs Wusterhausen.

## Histoire
| Appartenances historiques Marche de Brandebourg 1320-1806 Royaume de Prusse (Province de Brandebourg) 1806–1918 République de Weimar 1918–1933 Reich allemand 1933–1945 Allemagne occupée 1945–1949 République démocratique allemande 1949–1990 Allemagne 1990–présent |

La première mention du nom de la cité remonte à 1320. La ville fut d'abord une forteresse polonaise connue sous le nom Vostroźn en langage bas-sorabe ou Wustrow en polabe, dialecte slave aujourd'hui disparu. Le toponyme pourrait signifier île fortifiée selon l'écrivain allemand Theodor Fontane et le cartographe Heinrich Berghaus[réf. nécessaire]. Lors de la colonisation germanique de l'Europe orientale, le nom de la cité fut germanisé en Vostrog, puis en Wuster.
En 1944 fut érigé un camp annexe de Sachsenhausen pour juifs et Polonais. Ce camp de travail pour la production de guerre a accueilli des juifs du ghetto de Lodz au moment de sa liquidation, pour travailler dans une usine de préfabriqués pour les victimes des bombardements. Les femmes et les enfants ont d'abord été déportés à Ravensbrück, puis en février 1945 à Königs Wusterhausen. Le camp a été libéré le 26 avril 1945 par l'Armée rouge.
L’émetteur de Königs Wusterhausen fut, pendant la période communiste, l'une des puissantes antennes de la radio officielle, Radio Berlin International.

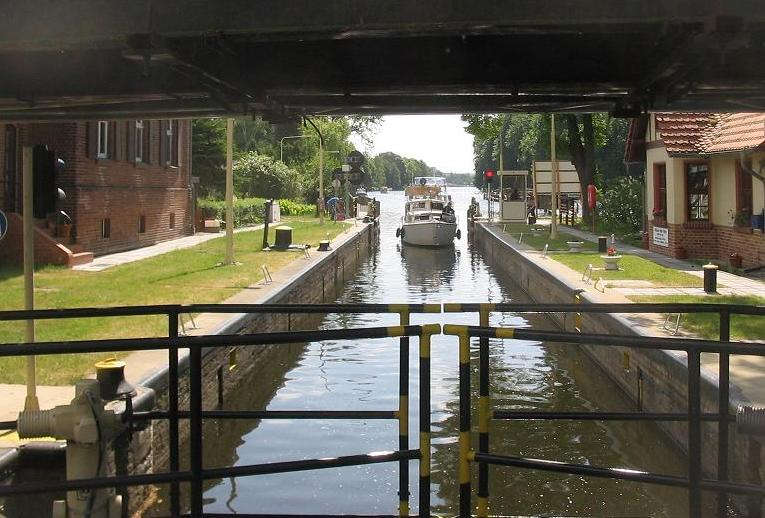
Écluse sur la rivière Dahme à Königs Wusterhausen.
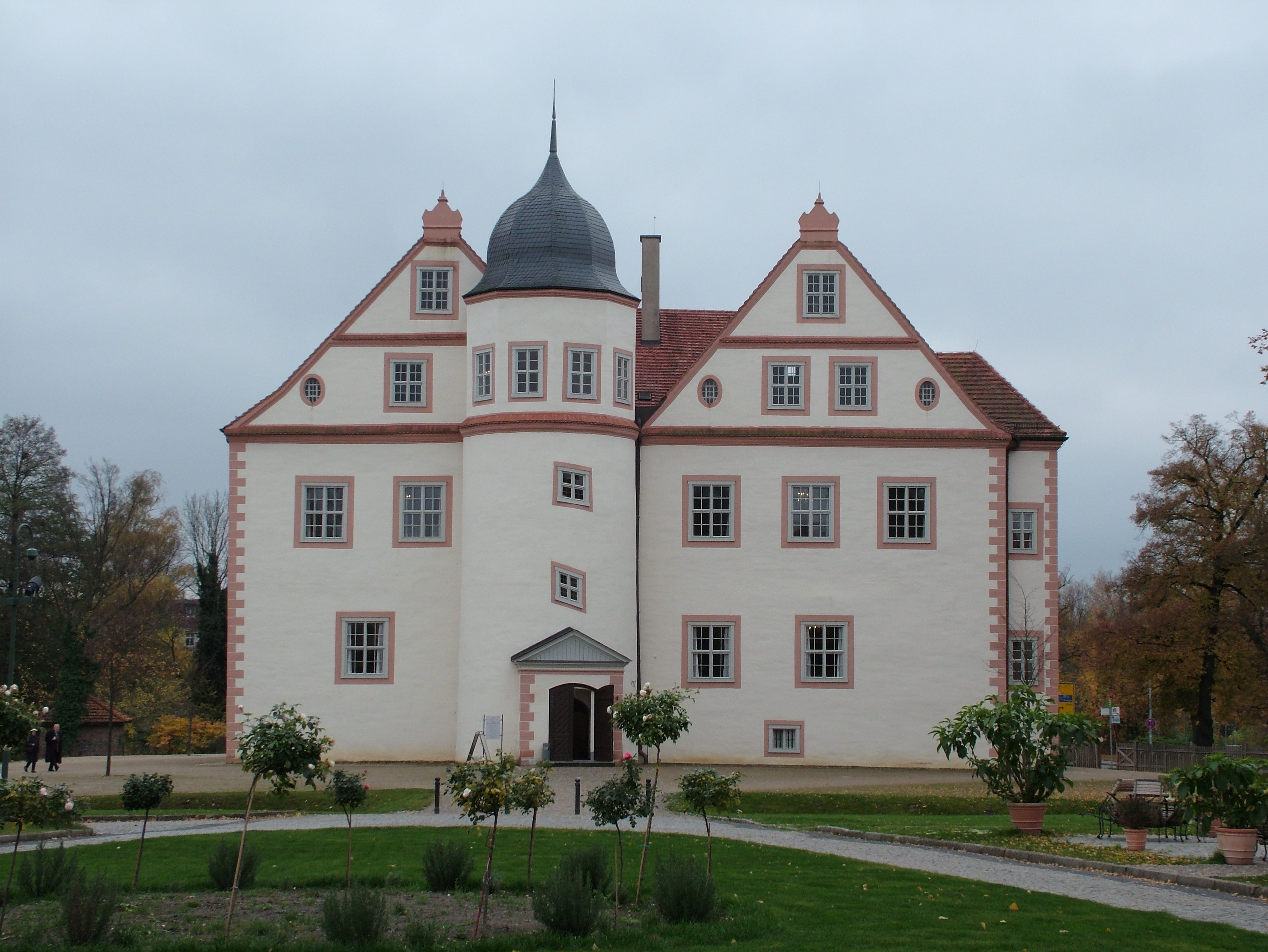
Château de Wusterhausen

## Personnalités liées à la ville
- Kurt von Schwerin (1817-1884), général né à Königs Wusterhausen.
- Curt von François (1852-1931), géographe et cartographe mort à Königs Wusterhausen.
- Bernhard Grund (1872-1950), homme politique mort à Königs Wusterhausen.
- Walter Riedel (1902-1968), ingénieur né à Königs Wusterhausen.
- Jörg Schmidt-Reitwein (1939-), directeur de la photographie né à Königs Wusterhausen.
- Judith Arndt (1976-), cycliste née à Königs Wusterhausen.
- Linda Teuteberg (1981-), députée au Bundestag née à Königs Wusterhausen.